# (33963) Moranhidalgo
2000 NA10 (asteroide 33963) é um asteroide da cintura principal. Possui uma excentricidade de 0.15910040 e uma inclinação de 7.92791º.
Este asteroide foi descoberto no dia 7 de julho de 2000 por LINEAR em Socorro.